# Världsmästerskapen i bordtennis 2019
Världsmästerskapen i bordtennis 2019 spelades i Budapest, Ungern under perioden 21–28 april 2019.

## Medaljsummering
| Disciplin               | Guld                   | Silver                           | Brons                            |
| Herrsingel Detaljer...  | Ma Long                | Mattias Falck                    | Liang Jingkun                    |
| Herrsingel Detaljer...  | Ma Long                | Mattias Falck                    | An Jae-hyun                      |
| Damsingel Detaljer...   | Liu Shiwen             | Chen Meng                        | Ding Ning                        |
| Damsingel Detaljer...   | Liu Shiwen             | Chen Meng                        | Wang Manyu                       |
| Herrdubbel Detaljer...  | Ma Long Wang Chuqin    | Ovidiu Ionescu Álvaro Robles     | Tiago Apolónia João Monteiro     |
| Herrdubbel Detaljer...  | Ma Long Wang Chuqin    | Ovidiu Ionescu Álvaro Robles     | Liang Jingkun Lin Gaoyuan        |
| Damdubbel Detaljer...   | Sun Yingsha Wang Manyu | Hina Hayata Mima Ito             | Honoka Hashimoto Hitomi Sato     |
| Damdubbel Detaljer...   | Sun Yingsha Wang Manyu | Hina Hayata Mima Ito             | Chen Meng Zhu Yuling             |
| Mixeddubbel Detaljer... | Xu Xin Liu Shiwen      | Maharu Yoshimura Kasumi Ishikawa | Fan Zhendong Ding Ning           |
| Mixeddubbel Detaljer... | Xu Xin Liu Shiwen      | Maharu Yoshimura Kasumi Ishikawa | Patrick Franziska Petrissa Solja |